# Holubí maso

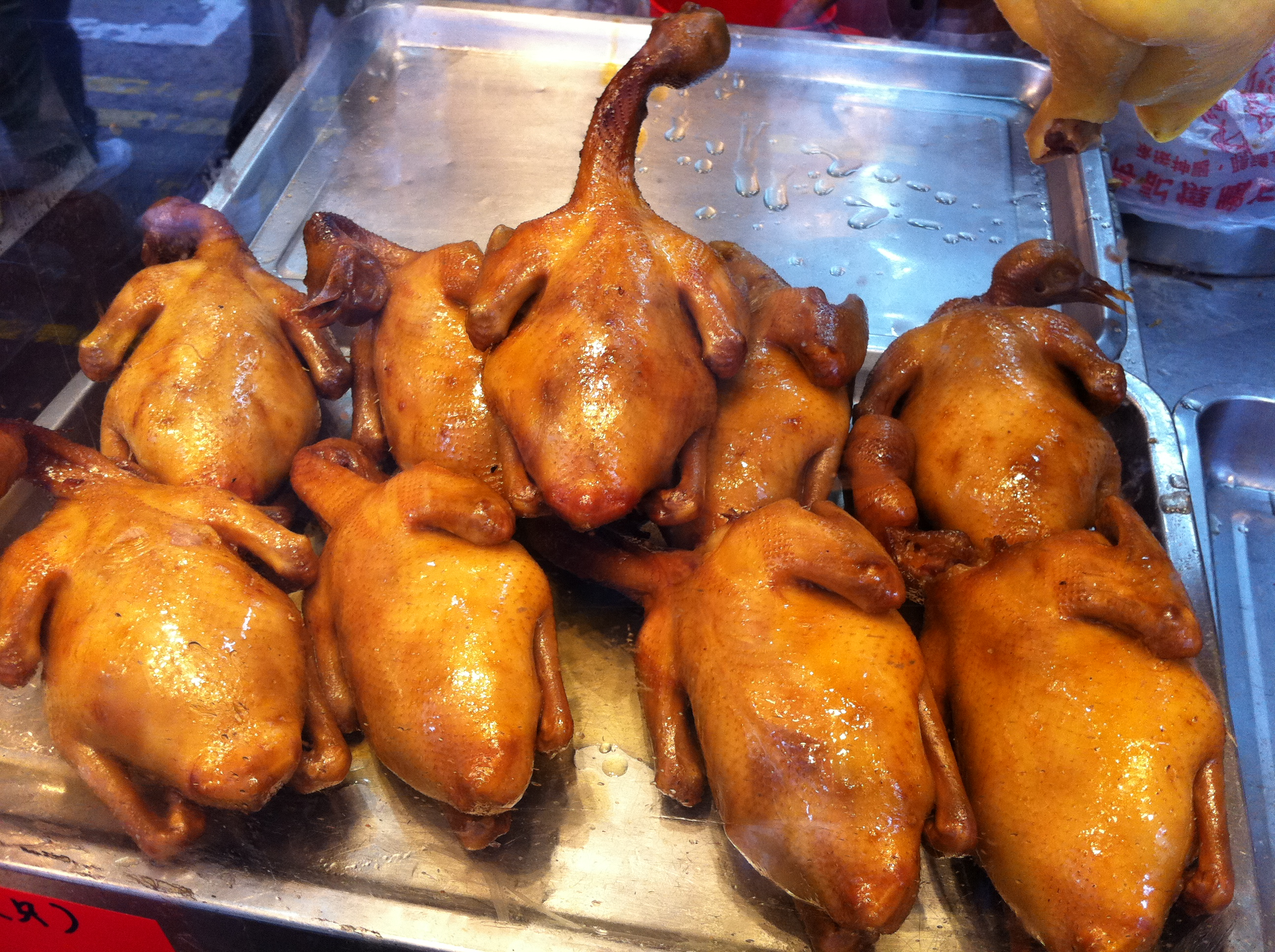
Holoubata

Holubí maso je maso pocházející z holuba domácího. Obvykle se zpracovává maso holoubat, které je považováno za pochoutku.
Chov holubů pro maso je jejich původním užitkovým směrem. V minulosti byli holubi drženi na selských dvorech a holubník sloužil jako živá spižírna, zásoba masa pro neočekávané příležitosti a také jako cenný zdroj masa v době, kdy byl na statcích nedostatek potravin, tedy na jaře. V dnešní době v malochovech význam chovu holubů pro maso upadá, holoubata v tržní síti jsou produkována na specializovaných farmách.

## Charakteristika

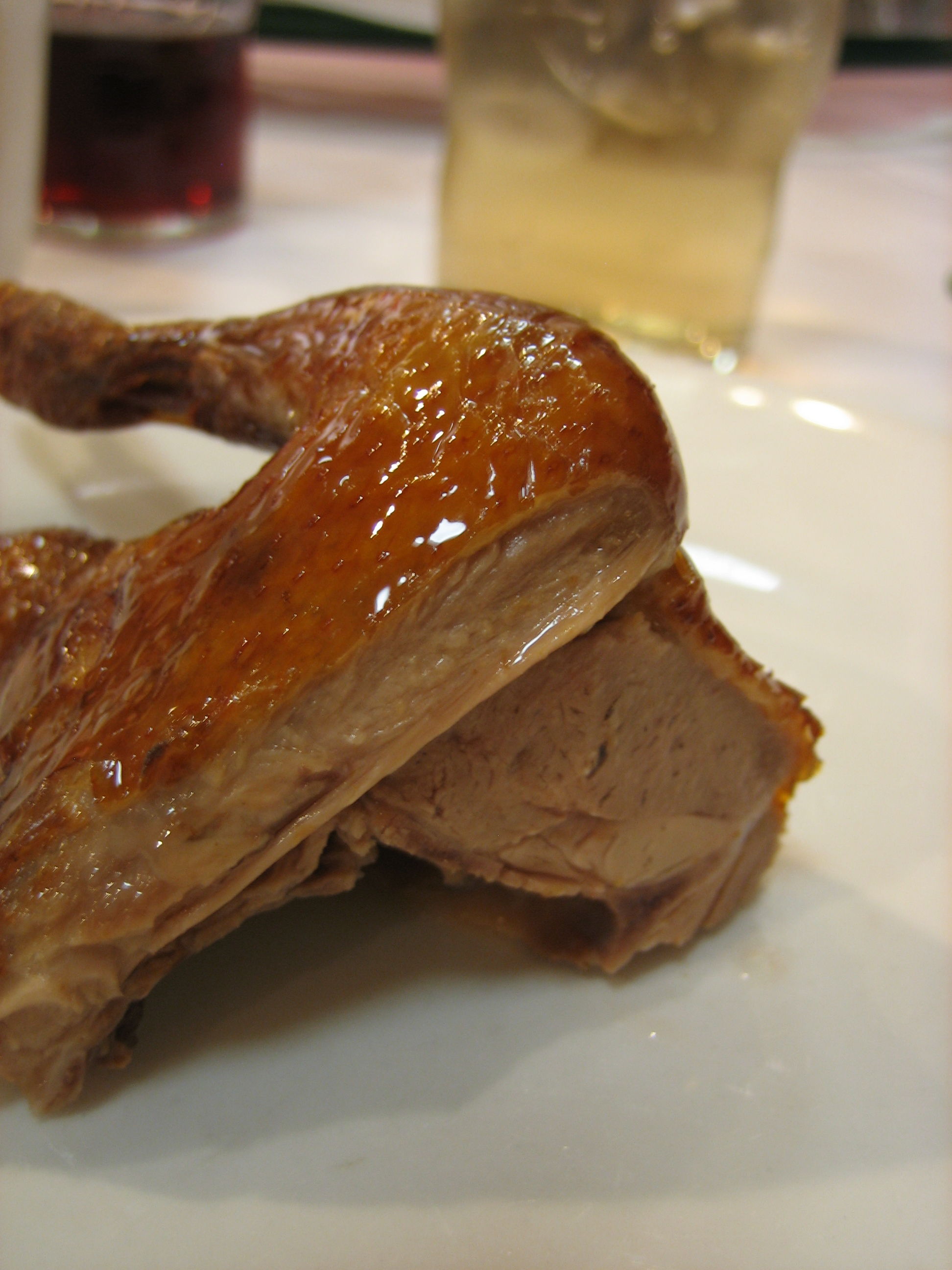
Stehýnko z holuba

Holubí maso je světlé drůbeží maso. Maso holoubat je lehce stravitelné, starší holubi mají maso tužší. Má tmavou barvu s lehkou příchutí zvěřiny, mezi kterou se občas též zařazuje. Na hrudi je svalovina světlejší, na končetinách a krku je tmavší. Barva masa záleží také na stáří, pohlaví a výživě zabitého holuba. Největší porce jsou prsa a stehna. Díky svému složení je vhodné i při dietách, pro děti a rekonvalescenty. V porovnání s jinými druhy masa obsahuje více tuku, tučnější je pouze maso vepřové, má proto vysokou energetickou hodnotu.
Holoubata jsou jatečně zralá ve stáří 28-30 dní, kdy už jsou dorostlá, ale ještě neopustila hnízdo. Za holoubě se obecně považuje maso holuba mladšího než 7 týdnů.

## Průměrný obsah látek a minerálů
Tabulka udává dlouhodobě průměrný obsah živin, prvků, vitamínů a dalších nutričních parametrů zjištěných ve holubím mase (syrové jatečně upravené holoubě s kůží).
| Složka          | Jednotka   | Průměrný obsah | Prvek (mg/100 g) | Průměrný obsah | Složka (mg/100g) | Průměrný obsah |
| --------------- | ---------- | -------------- | ---------------- | -------------- | ---------------- | -------------- |
| voda            | g/100 g    | 56,60          | Na               | 54             | vitamin C        | 5,2            |
| bílkoviny       | g/100 g    | 18,47          | K                | 199            | vitamin D        | 0,5            |
| tuky            | g/100 g    | 23,80          | Ca               | 12             | vitamin E        | 0,05           |
| cukry           | g/100 g    | 0              | Mg               | 22             | vitamin B6       | 0,410          |
| celkový dusík   | g/100 g    | 3,49           | P                | 248            | vitamin B12      | 0,004          |
| vláknina        | g/100 g    | 0              | Fe               | 3,54           | karoten          | stopy          |
| mastné kyseliny | g/100 g    | 21,22          | Cu               | 0,437          | thiamin          | 0,212          |
| cholesterol     | mg/100 g   | 95             | Zn               | 2,2            | riboflavin       | 0,224          |
| Se              | mg/100 g   | 0,013          | I                | 0,005          | niacin           | 6,046          |
| energie         | kcal/100 g | 294            | Mn               | 0,019          | Cl               | 51             |

## Výroba holubího masa
V malochovech se ke kuchyňskému zpracování využívají jak holoubata, tak starší brakovaní holubi. Holoubata v tržní síti jsou holubí brojleři ze specializovaných farem. V intenzivním chovu se využívají plemena vyšlechtěná na co největší velikost a plodnost a jejich užitkoví kříženci. Holubi jsou chování v halách s voliérami či v uzavřených halách na hluboké podestýlce nebo v celodrátěných klecích. Reprodukční cyklus trvá celý rok, jeden pár holubů odchová 14-20 holoubat za rok při spotřebě 50-55 kg krmiva. Spotřeba krmiva na jeden kilogram přírůstku živé hmotnosti je 1,88 kg, holoubata se porážejí 28. den věku při živé hmotnosti 600-700 g, jatečně upravené holoubě má 400-500 g.
Největším producentem holubího masa jsou Spojené státy, státy jihovýchodní Evropy a Maďarsko.

## Příprava

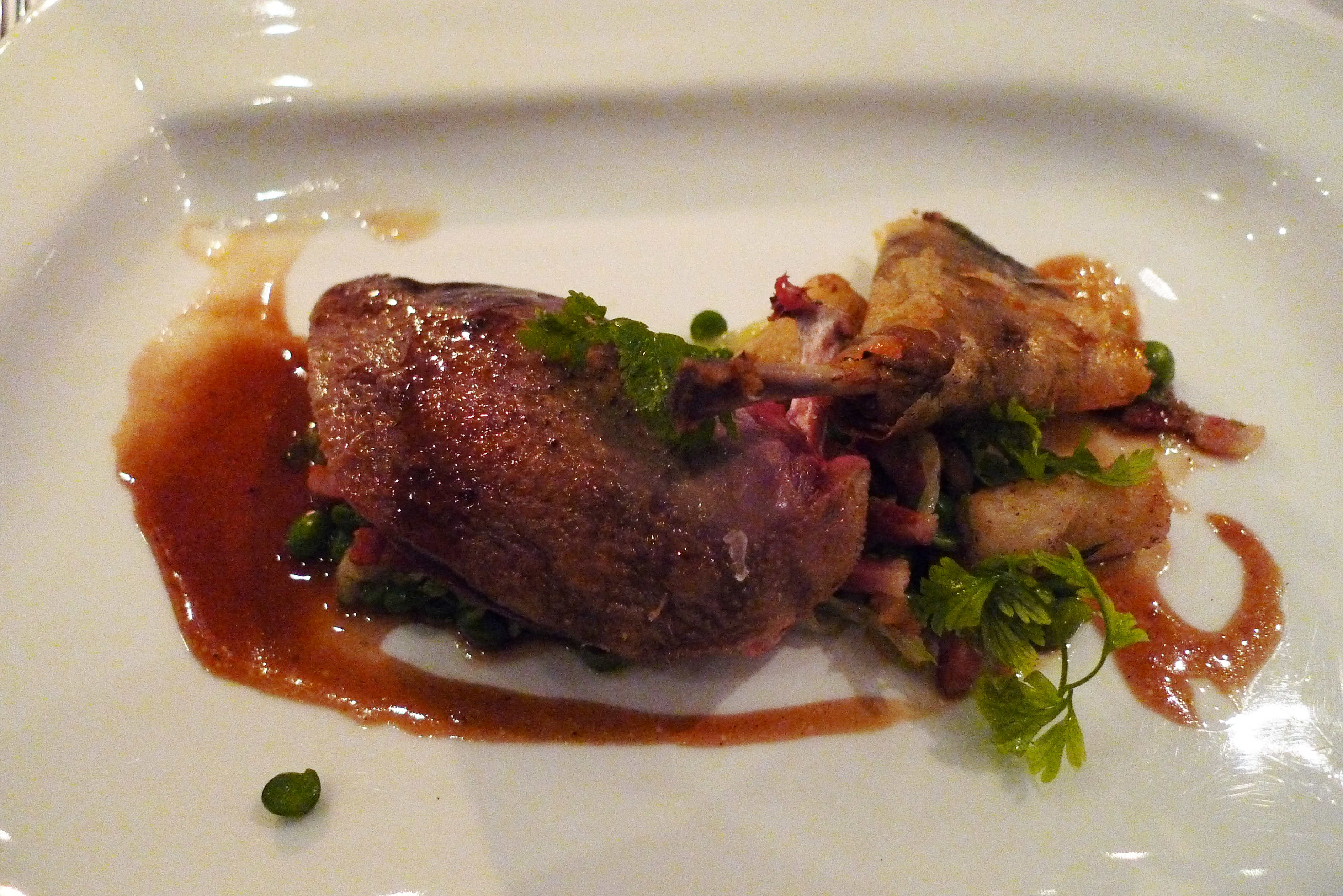
Předkrm s holubím masem

Holoubata se nejčastěji upravují vcelku jako pečená holoubata či holoubata nadívaná. Starší holubi mají tužší maso, před tepelnou úpravou se nakládají do kyselého nálevu nebo se z nich vaří holubí vývar.